# Philipp Franck
Pour les articles homonymes, voir Franck.
Ne doit pas être confondu avec Philippe Franck.
Philipp Franck (né le 9 avril 1860 à Francfort-sur-le-Main, mort le 13 mars 1944 à Berlin) est un peintre allemand.

## Biographie
Sous la pression de son père, Franck commence une formation d'architecte à l'école de commerce de Francfort. Après sa mort, il arrête cette formation et se consacre à sa passion, la peinture. À 17 ans, il s'inscrit à l'École Städel et est l'élève de Heinrich Hasselhorst et Edward von Steinle. Sous la direction de Steinle, Franck commence pendant ce temps à illustrer des contes romantiques.
En 1879, Franck vient à Kronberg im Taunus et s'associe à la colonie d'artistes (de). Il devient ami avec Anton Burger qui lui donne des cours privés. Franck acquiert sa propre vision de la nature et va à l'académie des beaux-arts de Düsseldorf. Élève jusqu'en 1886, Jakob Fürchtegott Dielmann lui donne ses conseils, il est l'élève d'Eduard Gebhardt et Eugen Dücker. Après ses études, Franck voyage. Il s'installe d'abord à Wurtzbourg pour peindre. Après des années décevantes à Wurtzbourg, il décide d'être à Berlin où il obtient un poste de professeur à l'école royale d'art (de). Avec Lovis Corinth et Max Liebermann, il crée la Berliner Secession. Le peintre Erwin Bowien (1899-1972) est à citer parmi ses élèves à l´Académie de Berlin.
En 1906, Franck déménage avec sa famille de Halensee à Wannsee. Ses intentions d'établir ici une école sur le modèle de Kronberg échoue.
En 1902, sa première épouse meurt. En 1904, il se marie avec Martha Kuhlo, une de ses élèves, qui lui donne quatre enfants. Il est le père du chimiste Hans Heinrich Franck (de) et de l'architecte Carl Ludwig Franck (en), le grand-père de la sculptrice Ingeborg Hunzinger et l'arrière-grand-père de l'écrivain Julia Franck.
Il est inhumé à l'ancien cimetière de Wannsee.